# Ignacio Cobos
Ignacio Cobos, född den 12 juni 1966 i Madrid, Spanien, är en spansk landhockeyspelare.
Han tog OS-silver i herrarnas landhockeyturnering i samband med de olympiska landhockeytävlingarna 1996 i Atlanta.